# 極權主義建築
极权主义建筑是指极权主义政权所创造的建筑类型。极权主义建筑往往被设计成宏伟壮观、体量巨大，以描绘出一种力量、威严和阳刚之感。
极权主义建筑著名的拥趸有納粹德國、法西斯義大利、日本帝國和蘇聯。

## 圖集

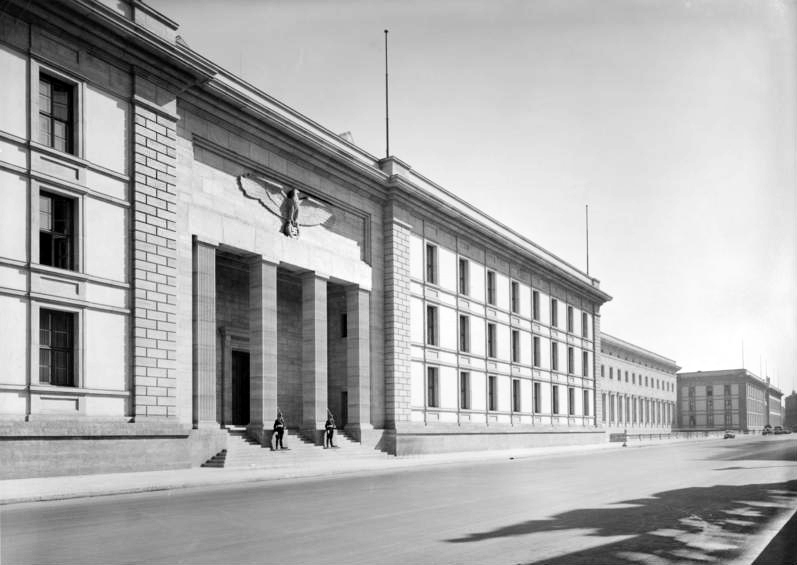
1939年时位于德国柏林的新总理府
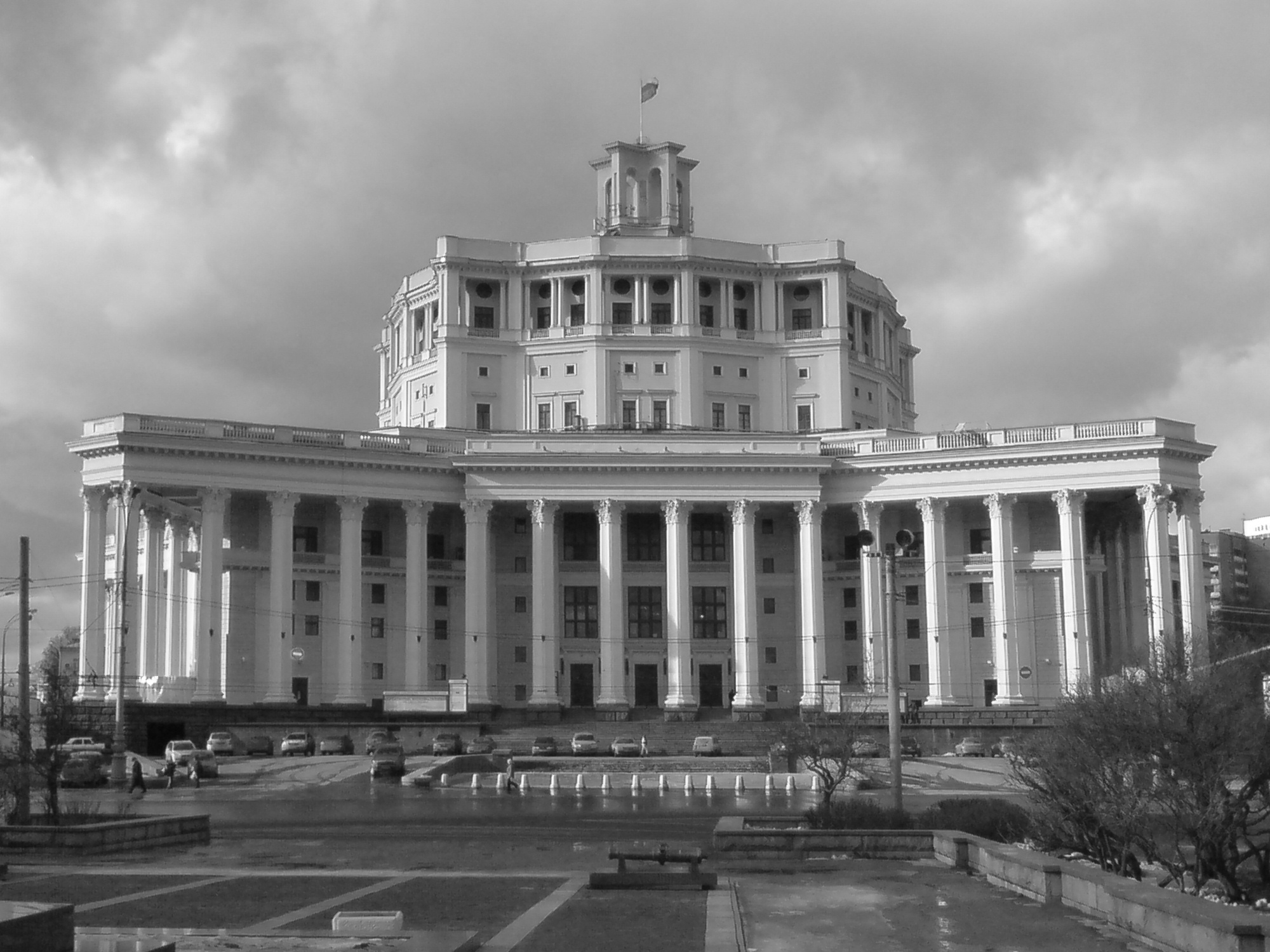
位于俄罗斯莫斯科的红军剧院（英语：Red Army Theatre）。它被设计成共产主义之星的形状。
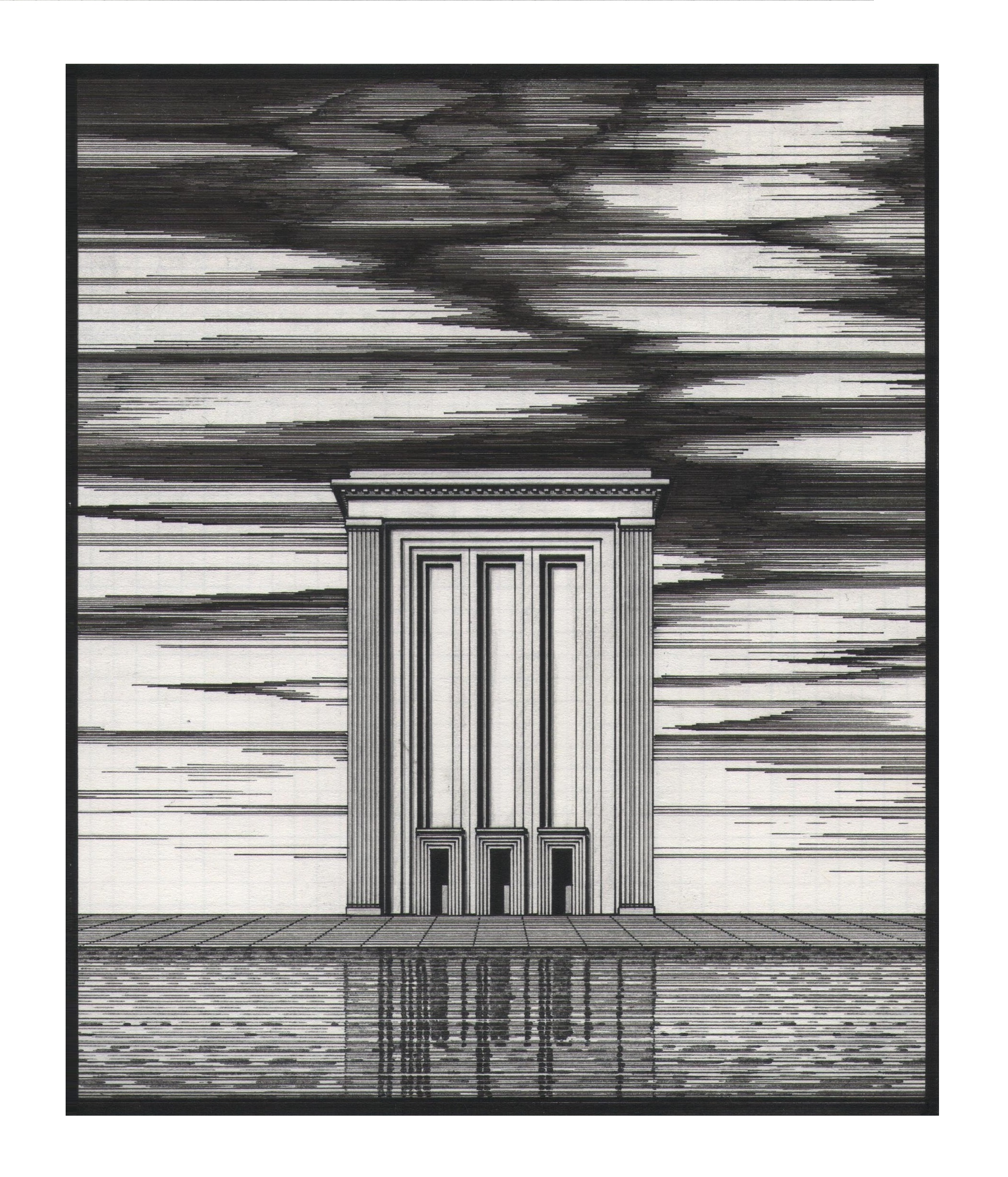
意大利建筑师阿纳尔多·德尔伊拉（英语：Arnaldo dell'Ira）的作品——英雄殿（英語：Temple of Heroes）